# David Popovici
David Popovici (Bukarest, 2004. szeptember 15. –) olimpiai bajnok, gyorsúszásra specializálódott román úszó. Ő a 100 méteres gyorsúszás volt világcsúcstartója és a 200 méteres gyorsúszás junior világcsúcstartója. A Magyarországon rendezett 2022-es úszó-világbajnokságon mindkét számot megnyerte, erre Jim Montgomery 1973-as sikere óta nem volt példa.
A 2022-es úszó-Európa-bajnokságon 100 méteres gyorsúszásban világcsúccsal nyert az országos csúcsot úszó Milák Kristóf előtt.